# 尾道駅
尾道駅（おのみちえき）は、広島県尾道市東御所町にある、西日本旅客鉄道（JR西日本）山陽本線の駅である。駅番号はJR-X18。
尾道市の玄関口となる駅であり、山陽新幹線の新尾道駅より市街地と海が近く、当駅前後では瀬戸内海の景色が広がる。しまなみ海道サイクリングロード尾道側出発点に位置付けられている。

## 歴史
以前は駅西側（1番のりば南側で現在の福屋）の立体駐車場付近に有蓋車用車扱貨物ホームがあり、国道2号を横断して海沿いの倉庫まで専用線が伸びていた。駅前再開発に伴う跡地利用や道路付替え等も行われ、往時の面影は薄れたが、駅西方から南に弧を描き伸びる駐輪場及び当駅から西へ1つ目の踏切西側にある駅方面東側に向かって多少広くなっている部分は（現在ビジネスホテルα-1がある場所）、家畜専用ホームがあった場所である。山陽新幹線博多延伸以前は旅客・貨物共に盛んでとても賑わっていた。当駅には以前、駅舎東側にもう1つ出口専用改札口があり、現在の改札口は入口専用であった。駅北側の駐輪場は1960年代まで存在していた、尾道鉄道の駅があった場所である。
以前は「あさかぜ」・「富士」・「はやぶさ」・「なは」・「あかつき」・「彗星」等の寝台特急列車や「つばめ」等の特急、「阿蘇」・「つくし」等の急行の停車駅であった。現在は、当駅前後区間を特急や急行として運転される定期列車は無いが、2017年6月17日より団体専用列車である「TWILIGHT EXPRESS 瑞風」（山陽コース（上り）1泊2日）が不定期に停車するようになった。このため「瑞風」専用入口新設や観光周遊の新拠点として、安全性・利便性に加え、初代尾道駅舎（1891年（明治24年）当時）の雰囲気を復刻させる改修も行われた。改装開業は2019年3月10日に実施され、宿泊施設やレンタサイクル店等を併設する。観光列車はetSETOra、ラ・マル しまなみが停車する。
当駅東側の踏切（土堂踏切）は、1999年頃までは踏切小屋があり、踏切番がハンドル操作で通過列車の折合いを見ながら遮断機上げ下げを行っていた。現在は警報機付自動踏切に更新されている。

### 年表
- 1891年（明治24年）11月3日：山陽鉄道が福山駅から延伸し、その暫定的な終着として開業[1]。旅客・貨物の取扱を開始[1]。
- 1892年（明治25年）7月20日：山陽鉄道が三原駅（初代、現在の糸崎駅）まで延伸し、途中駅となる。
- 1896年（明治29年）12月：当駅を含む山陽鉄道の主要7駅にポーターが配置される。
- 1902年（明治35年）：尾道駅が公衆電報の取り扱いを開始。
- 1903年（明治36年）：山陽鉄道が尾道 - 多度津間に航路開設。
- 1906年（明治39年）12月1日：山陽鉄道国有化[1]、官設鉄道の駅となる。
- 1909年（明治42年）10月12日：線路名称制定、山陽本線所属となる。
- 1910年（明治43年）6月12日：宇高連絡船（宇野駅 - 高松駅間）の開設により、尾道駅 - 多度津駅間航路を瀬戸内海汽船に譲渡。
- 1911年（明治44年）：尾道 ‐ 高浜（松山市）間に航路開設。
- 1922年（大正11年）：尾道 ‐ 今治直行便が就航。
- 1928年（昭和3年）7月：駅舎改築、現在の地下道を新設。
- 1933年（昭和8年）3月23日：尾道鉄道が乗入。
- 1947年（昭和22年）
  - 7月15日：北口新設。
  - 12月8日：尾道市内に昭和天皇の戦後巡幸。尾道駅発、福山駅着のお召し列車が運行[9]。
- 1950年（昭和25年）12月2日：臨港線開通。
- 1952年（昭和27年）：家畜積み下ろし専用線とホームを新設。
- 1964年（昭和39年）8月1日：尾道鉄道線が廃止となる。
- 1965年（昭和40年）9月24日：みどりの窓口営業開始。
- 1983年（昭和58年）12月25日：貨物の取り扱いを廃止[1]。
- 1986年（昭和61年）11月1日：（新聞紙を除く）荷物扱いを廃止[1]。
- 1987年（昭和62年）4月1日：国鉄分割民営化により、西日本旅客鉄道（JR西日本）の駅となる[1]。
- 2007年（平成19年）9月1日：ICカード「ICOCA」の利用が可能となる。
- 2016年（平成28年） 10月1日：当駅が始終着となる観光列車La Malle de Boisの車両を用いた「ラ・マルしまなみ」運行開始[10]。
- 2017年（平成29年）5月16日：現駅舎の使用を終え、仮設駅舎での営業開始[11]。
- 2019年（平成31年）3月10日：建替えられた南口新駅舎使用開始[5][6][7][8][12]。ツネイシホールディングス傘下の新会社TLB株式会社が駅舎2階部分の商業施設の運営にあたる[13]。
- 2020年（令和2年）
  - 9月：駅ナンバリング導入、使用開始[14][15]。
  - 10月12日：TLB株式会社が、新型コロナウイルスの感染拡大の影響により収益改善の見通しが立たないため、自社で運営するテナント撤退を発表。ホテルを10月31日までに閉店し、その後残る3店舗を2021年2月28日までに閉店する予定であると発表した[16]。
- 2021年（令和3年）
  - 1月11日：TLB株式会社が運営する全店舗が撤退[17]。尾道駅舎には、JR西日本グループが運営するセブン-イレブンハート・インのみが残る[18]。
  - 3月31日：この日限りで北口きっぷうりば営業終了[19]。
- 2022年（令和4年）

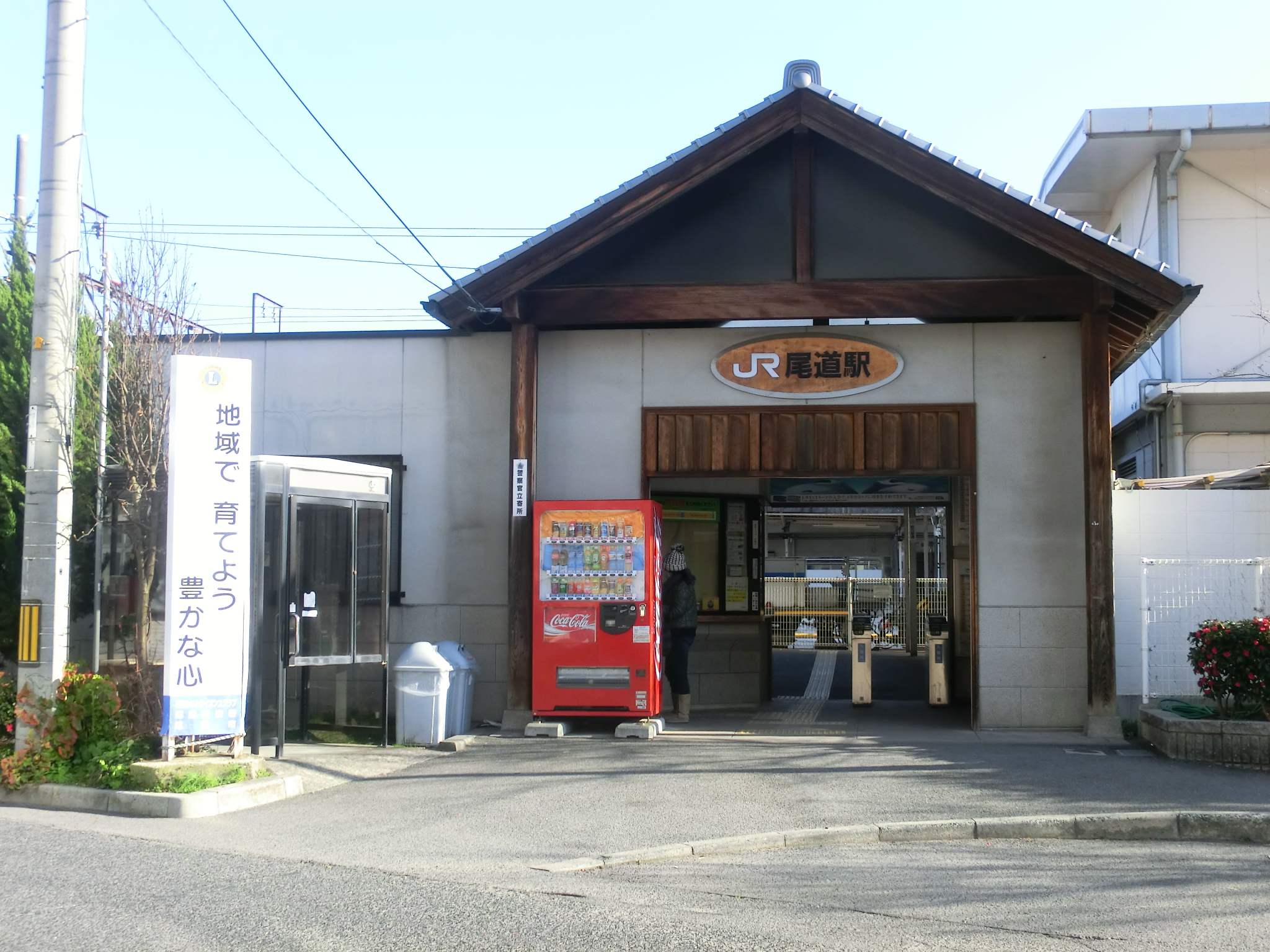
北口（2013年2月）

  - 北口（2013年2月）7月13日：駅2階の駅舎テナントとして「ホテルビーコンおのみち」が開業[20]。

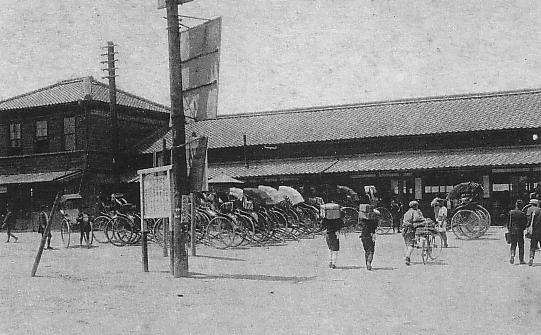
明治・大正期の尾道駅
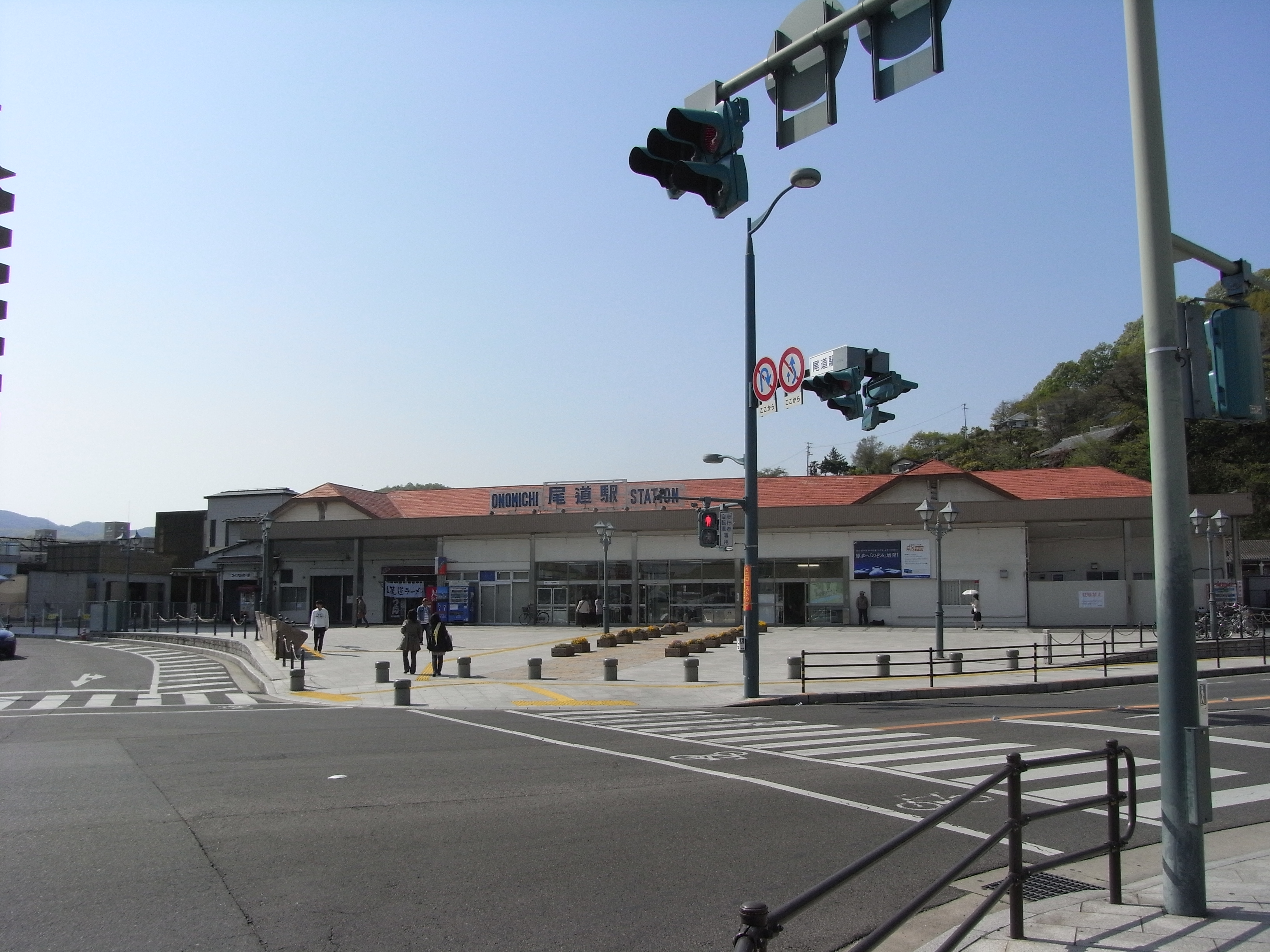
旧南口駅舎（2010年4月）
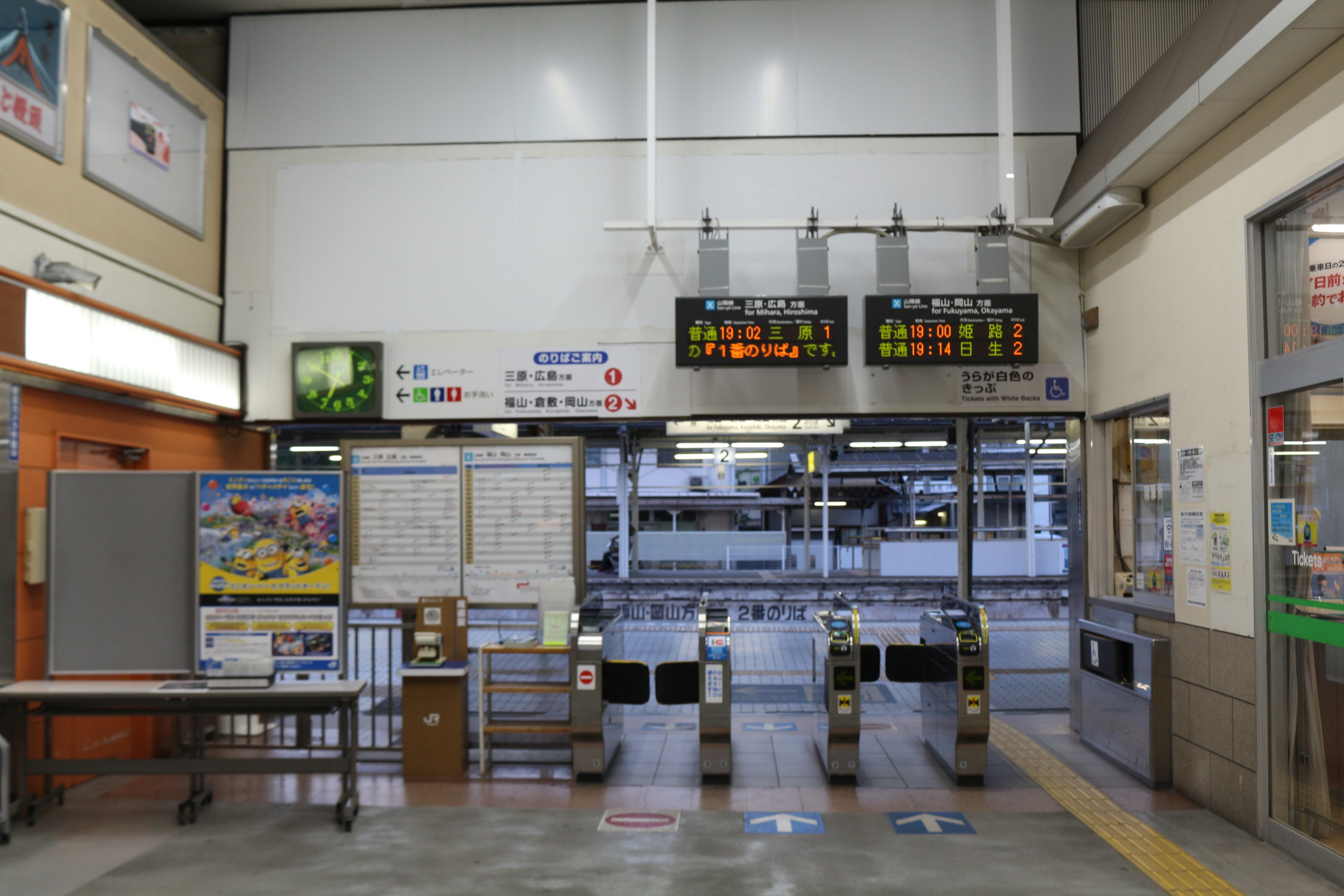
2017年5月15日まで使用された2代目駅舎の改札口
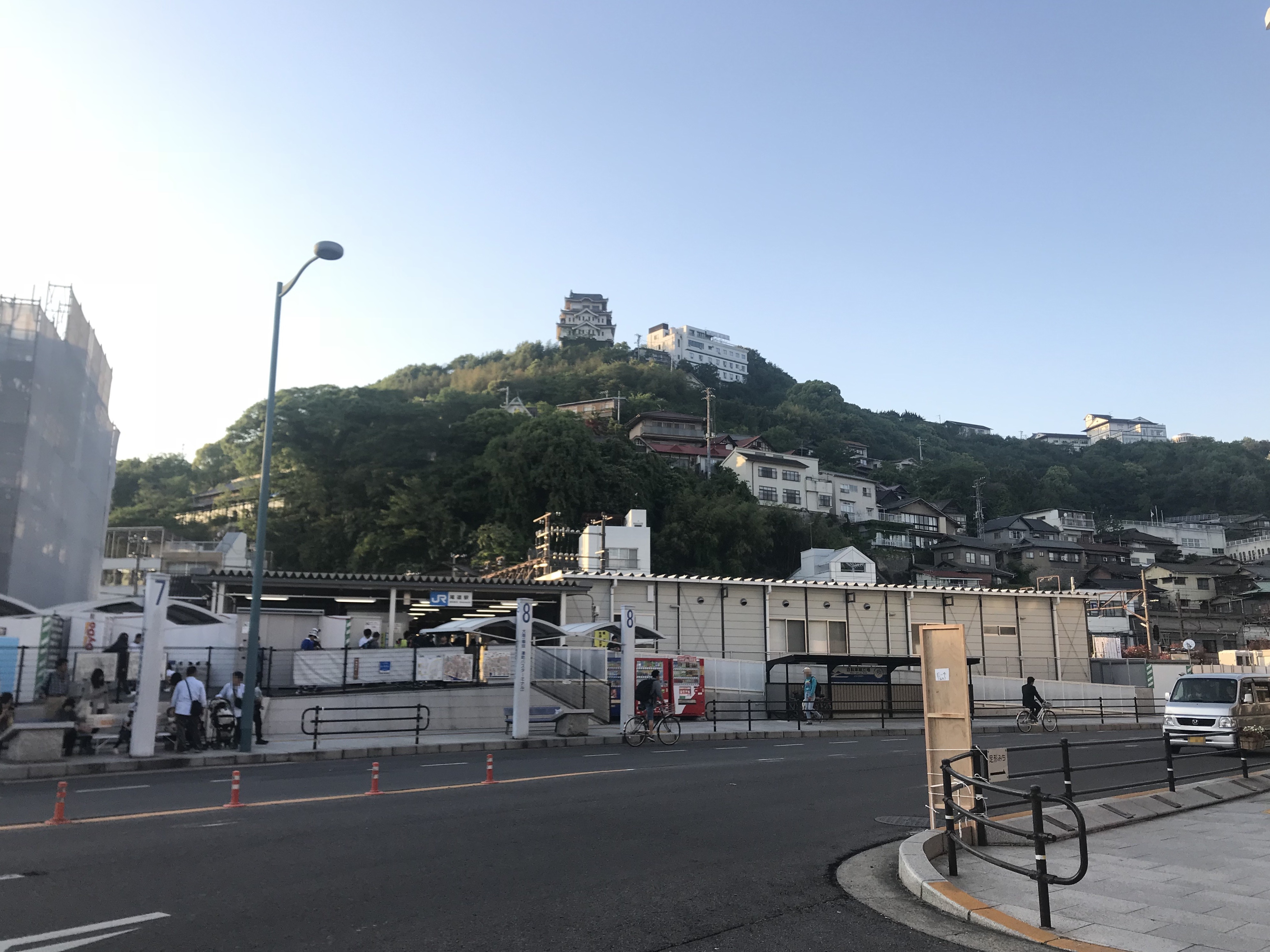
仮駅舎（2018年4月）

## 駅構造
単式ホーム1面1線と島式ホーム1面2線、計2面3線を有する地上駅。南口駅舎に面した1番のりばが単式ホーム、2・3番のりばが島式ホーム、さらにその反対側には北口駅舎があり、相互に地下道で連絡している。
南口駅舎は、JR西日本グループの共通戦略の1つである「地域価値の向上」の一環として、「瀬戸内地方を繰返し訪れたくなる一大周遊エリアにする」と言う目標の下で建替えられたものである。通常、駅舎を建替える際は、まちづくりの一環として地方自治体等の行政機関から資金協力を得て行われるのが通例であるが、今回の建替え事業においては全額JR西日本の資金で実施している。外観は駅前広場から駅舎を見返すと、自然と尾道市の名所である千光寺山へと目が向くように、初代の尾道駅舎を参考とした大屋根や低くて深い庇が採用されており、同時に日本の伝統的な門形式の1つである長屋門を連想させるようなデザインとしている。コンコースと展望デッキを繋ぐ階段の両脇や観光案内所の背後には、巨大な棚を配置しており、地元のイベント情報や物産品等を紹介する町のギャラリーとして機能している。
2007年（平成19年）7月には、尾道市が移動円滑法制定を基に駅構内にエレベーターを新設、上りホームで嵩上げ工事が行われた。
駅長が配置された直営駅であり、みどりの窓口が設置されている。ICOCA利用可能駅（相互利用対象ICカードは当該項参照）。
2022年7月13日、尾道駅2階の駅舎テナントとして「ホテルビーコンおのみち」が開業した。客室は6タイプ16室、定員は41人。

### のりば
| のりば | 路線       | 方向       | 行先           | 備考                     | 入線メロディ                      |
| ------ | ---------- | ---------- | -------------- | ------------------------ | --------------------------------- |
| 1      | 山陽本線   | 下り       | 三原・広島方面 | 広島方面は糸崎で乗り換え | 故郷+JR西日本標準メロディ         |
| 2      | 山陽本線   | 上り       | 福山・岡山方面 |                          | われは海の子+JR西日本標準メロディ |
| 3      | （臨時用） | （臨時用） | （臨時用）     | （臨時用）               | われは海の子+JR西日本標準メロディ |

付記事項
- 3番のりばは待避線（上り副本線）である。2017年12月時点では、クルーズトレイン「TWILIGHT EXPRESS 瑞風」や観光列車「La Malle de Bois（ラ・マル・ド・ボァ）」が使用している。
- 3番のりばの外側には保線車両留置用側線が2線ある[26]。以前は1番のりばと2番のりば間に中線があった[26]が、現在は撤去されている。

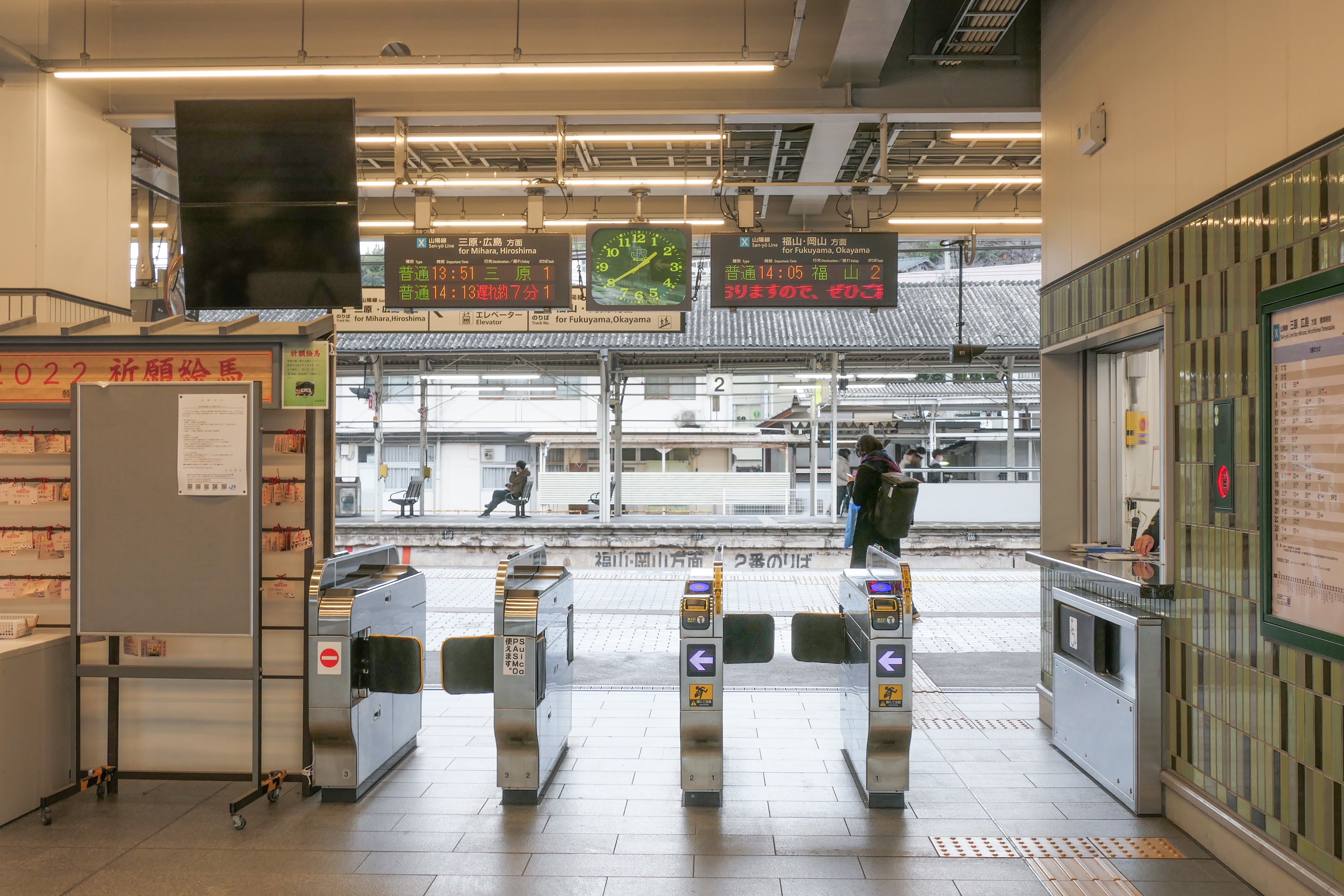
改札口（2021年12月）
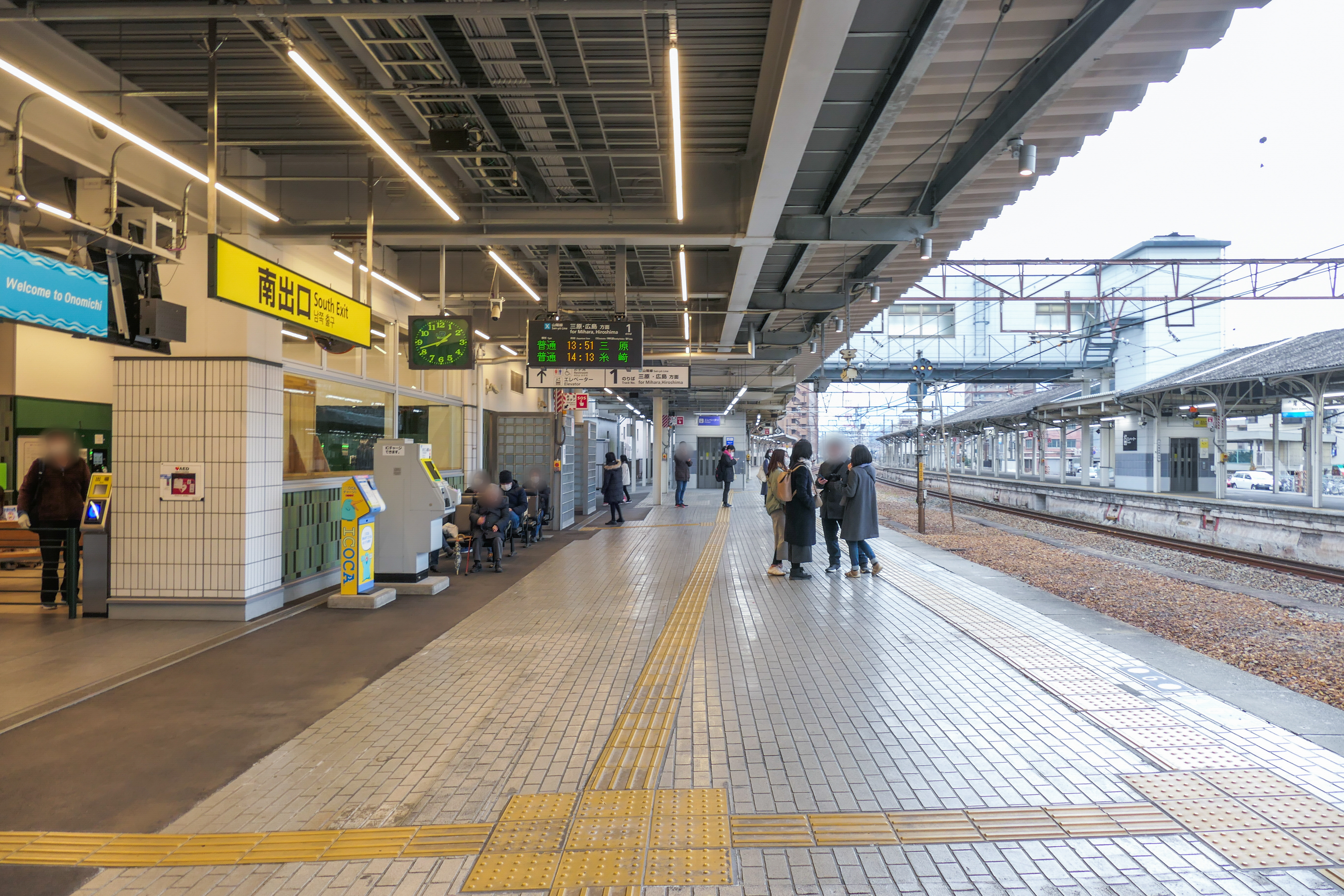
1番線ホーム（2021年12月）
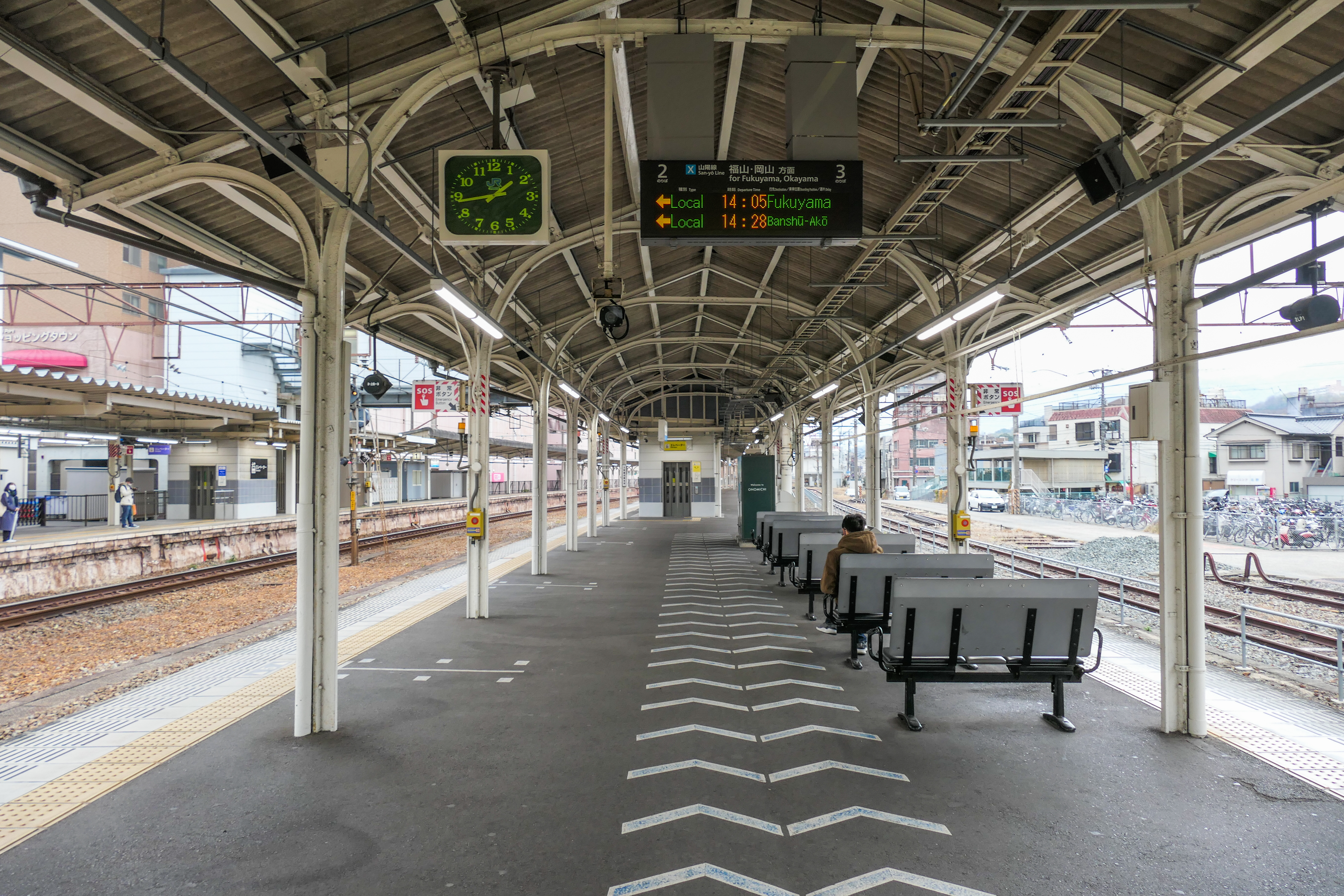
2・3番線ホーム（2021年12月）

### 駅構内の施設
南口
- みどりの窓口（営業時間：8時 - 20時）
- みどりの券売機（利用時間：4時30分 - 23時50分）
- 待合室
  - コインロッカー
- 尾道駅観光案内所
- オストメイト・車椅子対応トイレ(改札内)
- セブンイレブンハート・インJR尾道駅店
  - ハート・イン→デイリーイン→おみやげ街道を経てリニューアル

北口
- 男女別トイレ
- パーク&ライド駐車サービス

## 駅弁
三原駅の駅弁業者である浜吉の商品が、おみやげ街道内で販売されていた。
以前販売されていた主な駅弁は以下の通り。
- 元祖珍辨たこめし
- 尾道

## 利用状況
「広島県統計年鑑」及び「統計おのみち」によると、近年の1日平均乗車人員の推移は以下の通り。
| 年度                | 1日平均 乗車人員 |
| ------------------- | ---------------- |
| 1987年（昭和62年）  | 8,593            |
| 1988年（昭和63年）  | 8,056            |
| 1989年（平成 元年） | 8,157            |
| 1990年（平成02年）  | 8,303            |
| 1991年（平成03年）  | 8,222            |
| 1992年（平成04年）  | 8,242            |
| 1993年（平成05年）  | 8,043            |
| 1994年（平成06年）  | 7,548            |
| 1995年（平成07年）  | 7,279            |
| 1996年（平成08年）  | 7,218            |
| 1997年（平成09年）  | 6,771            |
| 1998年（平成10年）  | 6,327            |
| 1999年（平成11年）  | 6,029            |
| 2000年（平成12年）  | 5,657            |
| 2001年（平成13年）  | 5,455            |
| 2002年（平成14年）  | 5,180            |
| 2003年（平成15年）  | 5,306            |
| 2004年（平成16年）  | 5,394            |
| 2005年（平成17年）  | 5,619            |
| 2006年（平成18年）  | 5,506            |
| 2007年（平成19年）  | 5,454            |
| 2008年（平成20年）  | 5,583            |
| 2009年（平成21年）  | 5,502            |
| 2010年（平成22年）  | 5,521            |
| 2011年（平成23年）  | 5,518            |
| 2012年（平成24年）  | 5,498            |
| 2013年（平成25年）  | 5,641            |
| 2014年（平成26年）  | 5,438            |
| 2015年（平成27年）  | 5,693            |
| 2016年（平成28年）  | 5,771            |
| 2017年（平成29年）  | 5,732            |
| 2018年（平成30年）  | 5,395            |
| 2019年（令和 元年） | 5,587            |
| 2020年（令和02年）  | 4,263            |
| 2021年（令和03年）  | 4,055            |
| 2022年（令和04年）  | 4,698            |

## 駅周辺

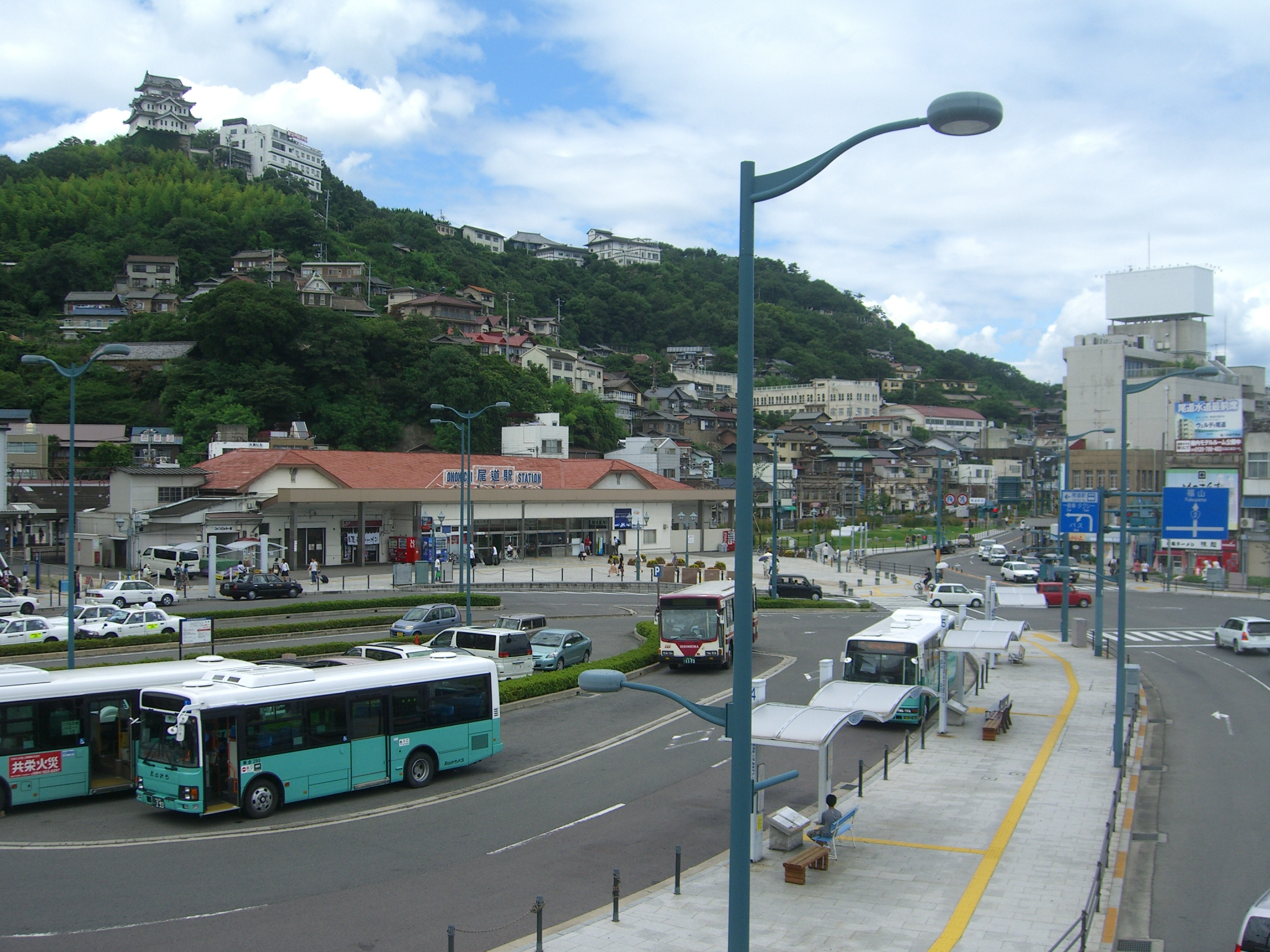
駅前ロータリー（2010年7月）

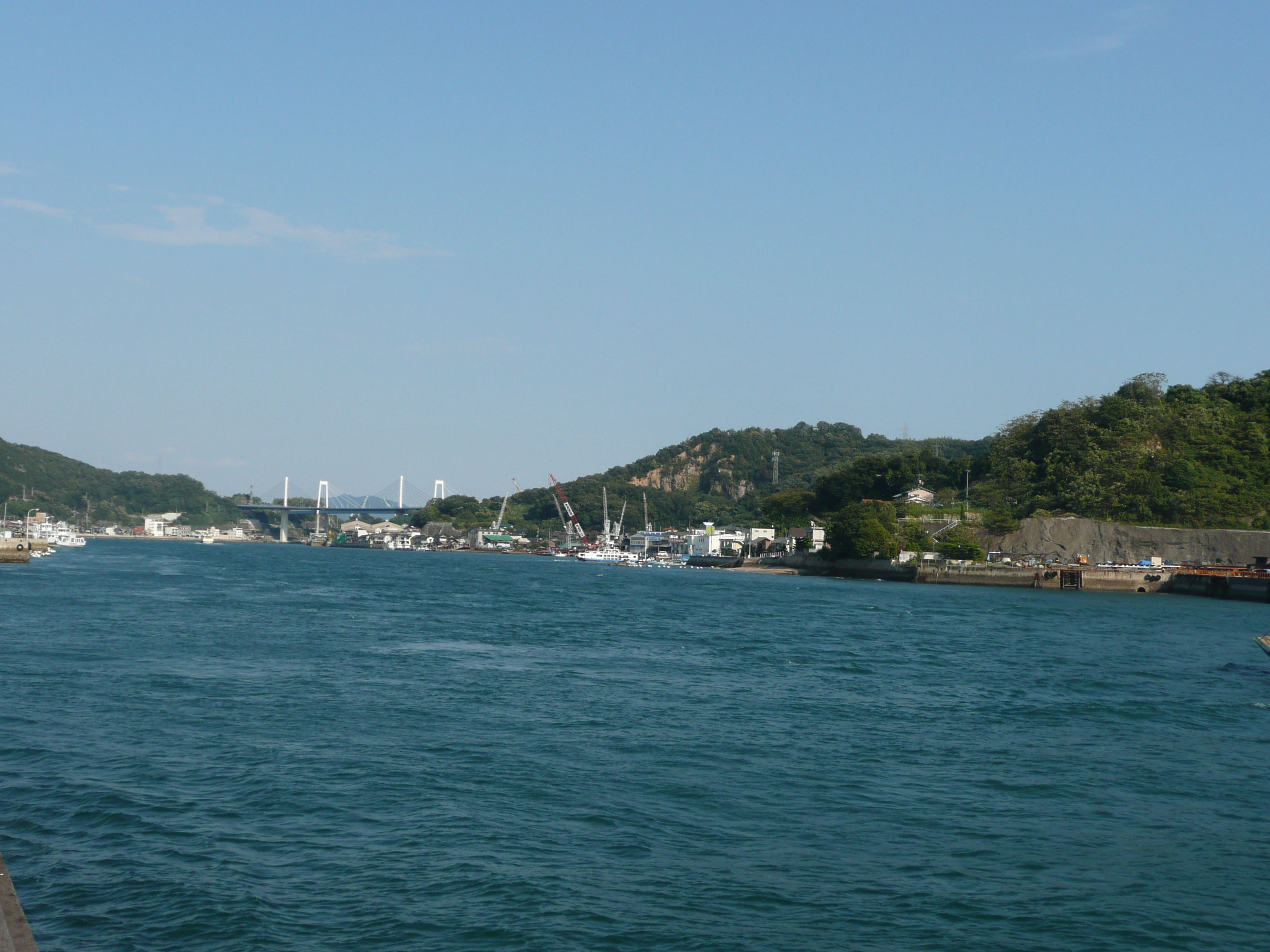
駅前から望む尾道大橋

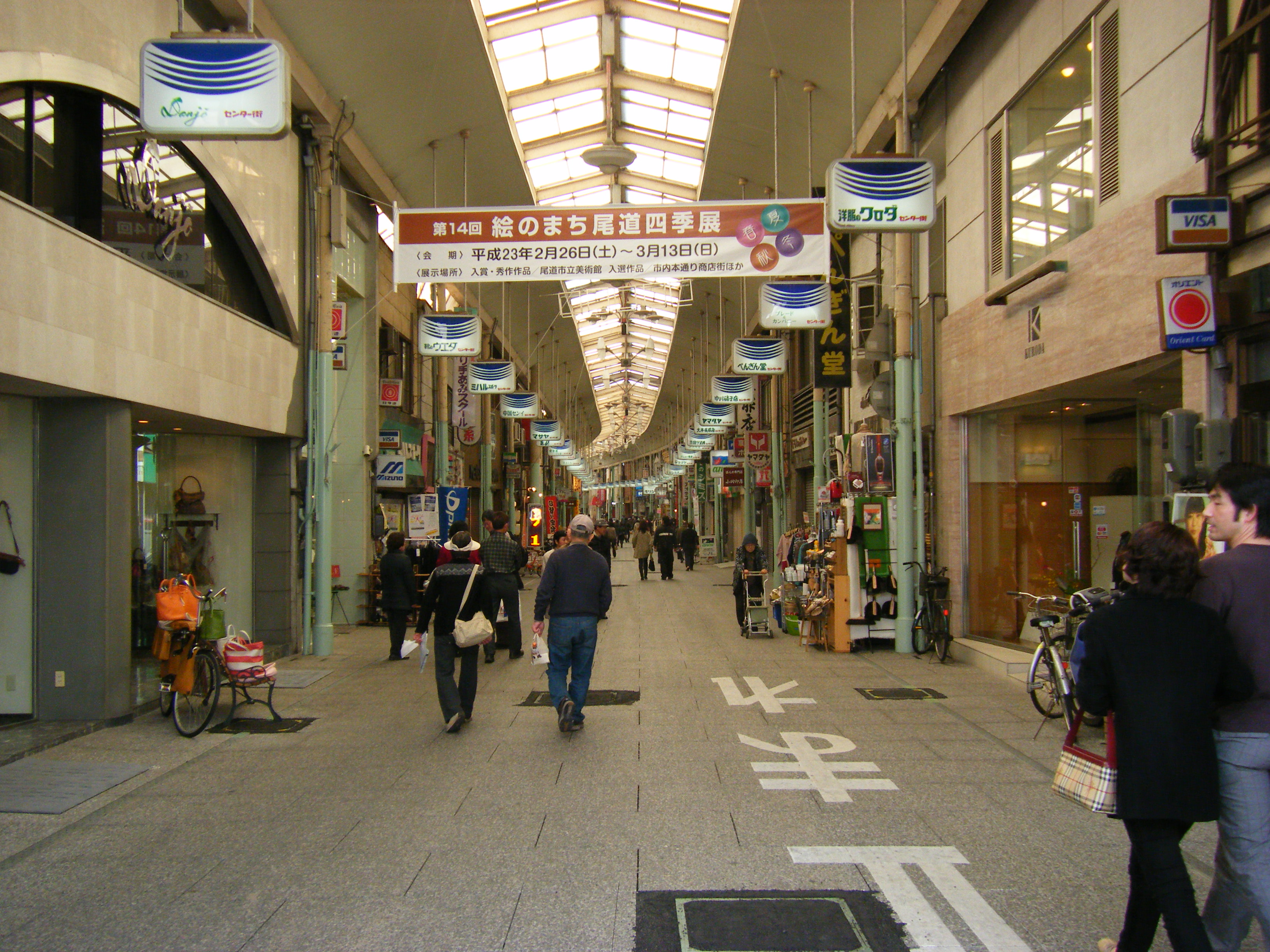
尾道本通り商店街

1999年（平成11年）に駅前再開発が行われ、古い町並みの広がる景観から様相が一変し、近代的な商業施設やホール（しまなみ交流館）が建てられた。個性を失い旅情が薄れたとの声もあるが、当駅を降りすぐに見える尾道水道（瀬戸内海）は以前よりも広くなった。駅前から望む対岸では日立造船向島西工場跡のクレーンのライトアップが行われ、2004年（平成16年）度のグッドデザイン賞を受賞している。但し、このライトアップは工場跡再利用に伴い、2006年（平成18年）8月末限りで終了し、2007年（平成19年）7月より場所を西方の向島ドックのクレーンにおいて、観光シーズンや週末を中心に行われている。

### 南口
交通・運輸
- 国道2号
- 尾道港・ポートターミナル（旅客船乗り場）
- 駅前渡船
- 福本渡船（映画等のロケシーンで有名）
- しまなみ海道レンタサイクル受付
- 本州四国連絡高速道路尾道ビル（旧・本州四国連絡橋公団第三管理局庁舎）
- 尾道市営ベルポール駐車場
- 尾道駅前港湾駐車場
- 国道184号
- 国道2号 尾道バイパス 栗原IC 吉和IC

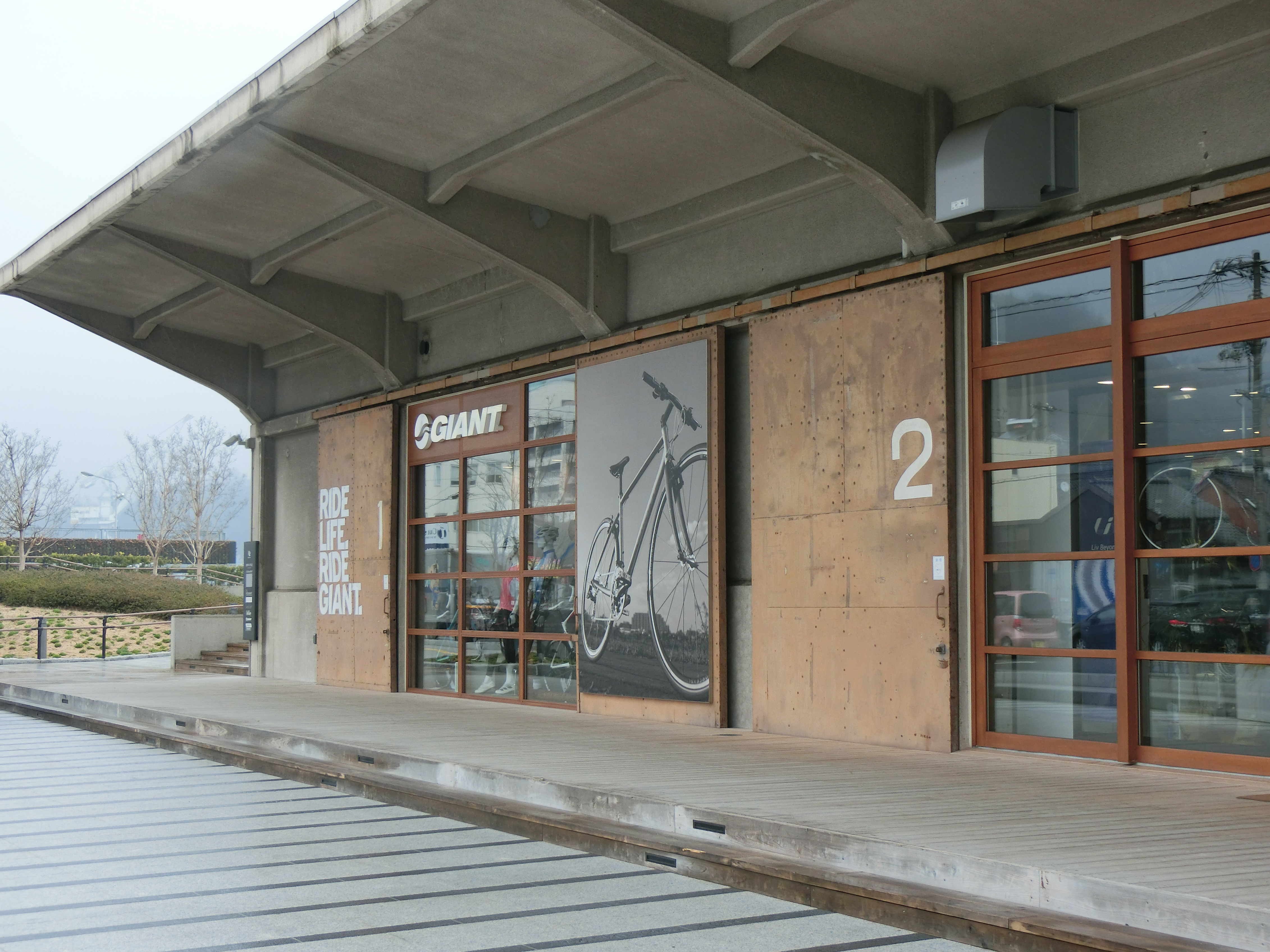
ジャイアントストア (ONOMICHI U2)

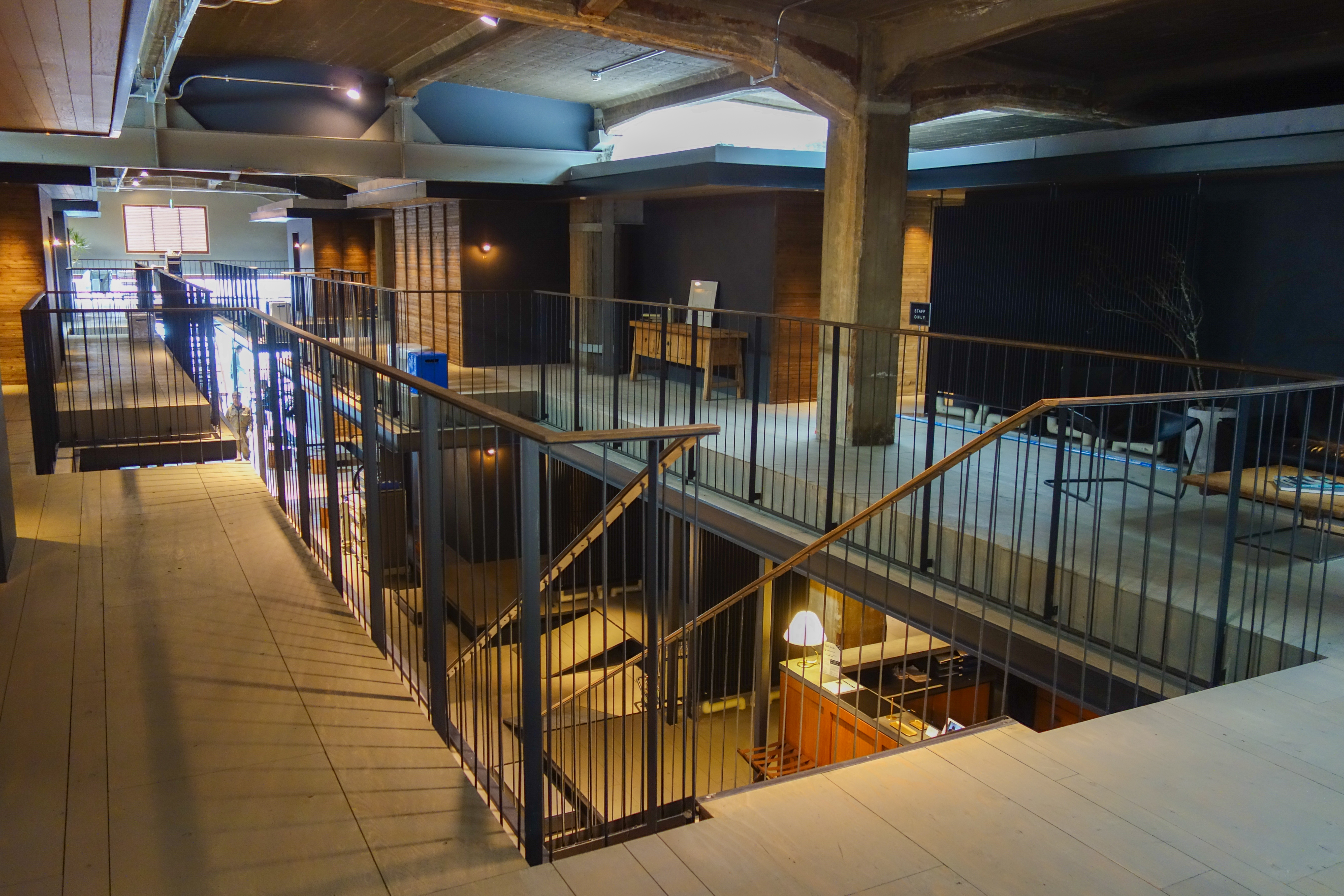
HOTEL CYCLE（ONOMICHI U2）

- 国道317号 尾道大橋

公共施設
- しまなみ交流館（通称・テアトロシェルネ）
- 尾道警察署駅前交番

商業施設
- 尾道駅前再開発ビル
  - 尾道福屋
  - 尾道浪漫珈琲尾道福屋店
  - キャンドゥ福屋尾道店
- リトルマーメイド尾道駅店
- 中国トラベル（中国バス子会社）尾道支店
- 尾道本通り商店街
- シネマ尾道
- ONOMICHI U2
  - ジャイアントストア尾道

金融機関等
- 郵便局
  - 尾道しまなみ郵便局
  - 尾道西御所郵便局
- 三井住友銀行尾道支店
- 愛媛銀行尾道支店
- 伊予銀行尾道支店
- 山口銀行尾道支店
- 広島銀行尾道駅前支店
- 中国銀行尾道駅前支店（・尾道支店）
- もみじ銀行尾道支店（・尾道中央支店）
- 東京海上日動火災保険尾道支店
- 三井住友海上火災保険広島支店尾道支社
- ひろぎん証券尾道支店

宿泊施設
- ホテルアルファーワン尾道
- 尾道第一ホテル
- グリーンヒルホテル尾道
- ホテル港屋
- ホテルサイクル（ONOMICHI U2）

その他
- 林芙美子記念像
- 持光寺
- しまなみサクラ公園
- ヤマト運輸尾道手荷物預り所

### 北口
公共施設
- 尾道市立土堂小学校
- 尾道市土堂公民館

商業施設
- エディオン尾道店
- カメラのキタムラ尾道店
- イオンスタイル尾道（旧・イオン尾道店）
- DCMダイキ尾道店

宿泊施設
- ホテル尾道倶楽部（旧千光寺山荘[28]）
- ビュウホテルセイザン

その他
- 千光寺公園
- 金光教尾道西教会
- 広島ガス尾道支店

## 航路
尾道駅南口周辺の桟橋（尾道港）から対岸の向島や因島・生口島などへの船が就航している。
航路
- 尾道港・ポートターミナル（旅客船乗り場 尾道駅前桟橋）
  - 瀬戸内クルージング 瀬戸田航路：重井東（因島）・須ノ上（佐木島）・沢・瀬戸田（生口島）ゆき
  - 瀬戸内クルージング 鞆航路：鞆（鞆の浦）ゆき（冬季以外の土日祝に運航）
  - 備後商船 常石航路：戸崎・満越（尾道市浦崎町）・歌（向島）・福田（百島）・常石（福山市沼隈町）ゆき
- 駅前渡船（駅前桟橋）
  - おのみち渡し船 向島（富浜）航路
- 福本渡船 土堂桟橋（映画等のロケシーンで有名）
  - 福本渡船 向島（小歌島）航路

## バス路線

### 都市間高速バス
| のりば | 運行事業者                                | 愛称・方面                    | 備考                 |
| ------ | ----------------------------------------- | ----------------------------- | -------------------- |
| 8      | 中国バス                                  | びんごライナー：大阪          |                      |
| 10     | 中国バス 小田急ハイウェイバス             | エトワールセト号：三原 / 新宿 | 夜行便               |
| 10     | 中国バス                                  | 神戸ライナー：神戸            |                      |
| 10     | 中国バス 本四バス開発 因の島運輸 広島交通 | フラワーライナー：因島 / 広島 | 広島方面のみ乗車可能 |
| 10     | 大平交通                                  | でべライナー：広島空港        | 乗合タクシー         |

### 一般路線バス
- 凡例
  - ■ おのみちバス
  - ■ 中国バス
  - ■ 本四バス開発
  - ■ 因の島運輸
  - ■ 鞆鉄道

| のりば | 運行事業者                               | 系統・路線・行先 | 備考                                    |
| ------ | ---------------------------------------- | --- | --------------------------------------- |
| 1      | ■ おのみちバス                           | 10 市民病院線：市民病院・ふくしむら 11 向東線：潮見ケ浜 13・14・15 市内本線東行：東尾道駅 19 市内本線東行：高須車庫                                                 |                                         |
| 2      | ■ おのみちバス                           | 20 JA尾道総合病院線：JA尾道総合病院 21 市内本線西行：鳴滝登山口 22 市内本線西行：合同庁舎入口                                                                       |                                         |
| 3      | ■ おのみちバス                           | 30・31 尾道市立大学線：尾道市立大学・陽光台 32 尾道市立大学線：（直行）尾道市立大学                                                                                 |                                         |
| 4      | ■ おのみちバス                           | 40 尾道工業団地線：尾道工業団地 41尾道工業団地線：びんご運動公園北門                                                                                                |                                         |
| 4      | ■ 中国バス                               | 43 如水館線：如水館 44 びんご運動公園北門線：石畦 45 三成線：三成 46 市線：御調高校 47 甲山線：甲山                                                                 |                                         |
| 5      | ■ おのみちバス                           | 50・51 三美園線：三美園 52 新駅線：新尾道駅 53 如水館線：如水館 54 びんご運動公園線：びんご運動公園 55 三成線：三成 57 甲山線：甲山 59 千光寺公園線：千光寺グランド | 「54 びんご運動公園線」は土日祝のみ運行 |
| 5      | ■ 中国バス                               | 58 原田線：原田（枝上） | 平日のみ運行                            |
| 6      | ■ 鞆鉄道                                 | 6 尾道線：福山駅 |                                         |
| 7      | ■ おのみちバス ■因の島運輸 ■本四バス開発 | 70 因島線：土生港前 |                                         |
| 7      | ■ おのみちバス                           | 12 瀬戸田線：瀬戸田港 |                                         |

### その他
9番のりば
- ■ 尾道ふれあいの里行き無料シャトルバス
- ■ 好きっぷツアー

### 過去に運行していたバス路線
- しまなみライナー（尾道 - 今治線）（現在は因島行き路線バスに乗車の上因島大橋バス停乗換で対応。乗り継ぎ制度あり）
- しまなみサイクルエクスプレス（尾道 - 今治線） 2014年4月26日 - 2020年6月28日。
- おのみちうずしおロマン号（尾道 - 広島線）
- 鞆鉄道 - しまなみ海道定期観光バス 1999年 - 2009年までの春季 - 秋季のみ運行。予約制。
- みやこライナー 2008年12月13日 - 2016年3月31日。
- 好きっぷライン 2017年7月30日をもって運行終了[33]。
- エアポートバス（尾道 - 広島空港線） - 2019年1月6日をもって運行終了。

## その他

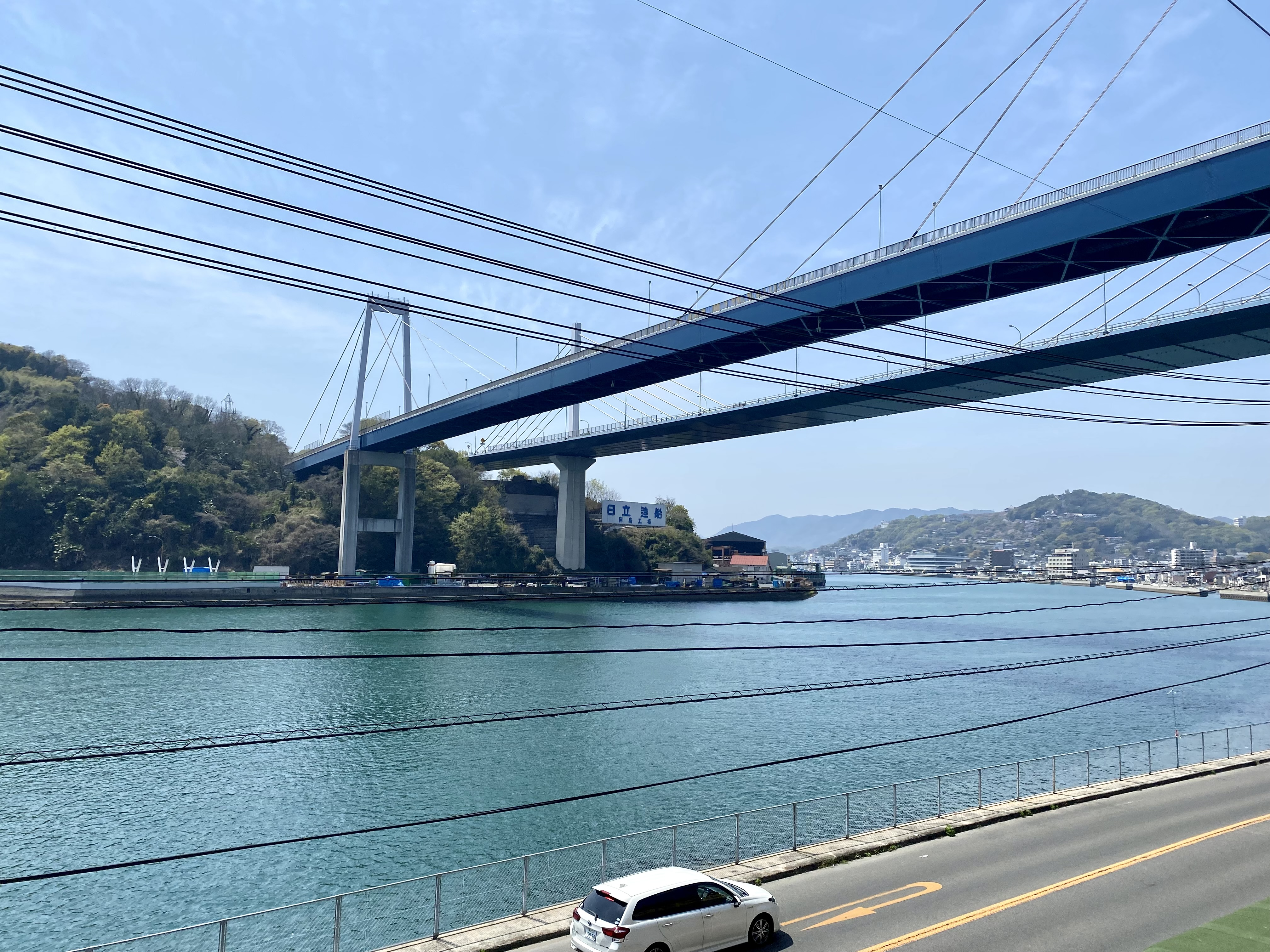
東尾道 - 尾道間での車窓風景 尾道水道（2022年4月）

- 青春期を尾道で過ごした小説家である林芙美子の記した『放浪記』の一節に、「海が見えた。海が見える。五年振りに見る尾道の海はなつかしい。汽車が尾道の海へ差掛かると、煤けた小さい町の屋根が提灯のように拡がって来る･･･」とあり、東尾道側から当駅に向かう時に線路から見える景観が謳われている。また、当駅の駅スタンプには千光寺公園から見た尾道市街の他に、この放浪記の初めの2文を書いた碑が描かれている。
- 大和田建樹が1900年（明治33年）に作詞した『鉄道唱歌』では、「浄土西国千光寺　寺の名たかき尾道の　港を窓の下に見て　汽車の眠もさめにけり」と歌っており、山陽本線では舞子駅付近で海を眺めた後、笠岡駅付近に置いて一瞬だけ出会う以外は山の中を走るため、次第に山の風景が退屈になりかけた所で、目が覚める程の景観を持った尾道の港を見る情景が描かれている。
- 毎年夏に開催されるおのみち住吉花火まつりでは、駅構内が大変混雑するために従来の1番のりば改札を福山方面行限定とした上で駅舎西側に三原方面き専用臨時改札が設置され、構内への入場制限が行われる。
- 過去には駅前再開発に合わせ、駅を橋上駅舎化しペデストリアンデッキを新設する計画があった。
- 1972年尾道駅周辺高架化計画が検討されたものの、技術的問題等が多かったことと、主要幹線道路は全てアンダーパスであることから保留となった[34]。

## 隣の駅
西日本旅客鉄道（JR西日本）
 山陽本線
東尾道駅 (JR-X17) - 尾道駅 (JR-X18) - 糸崎駅 (JR-X19)

### かつて存在した路線
尾道鉄道
尾道鉄道線
尾道駅 - 西尾道駅
備考
- 一時期、尾道鉄道を使用した貨物輸送が、現在のイオン尾道店がある場所に建っていた繊維工場との間で行われていた。
- 跡地は北口駅舎やJR関連施設、駐輪場となっている。
- 相対式ホーム2面2線であった。